# Mons Agnes
Der Mons Agnes ist ein Berg auf dem Erdmond, im Krater Ina, mit einem Durchmesser von ungefähr 0,65 Kilometer. Er erhielt seinen Namen im Jahr 1979 nach dem griechischen Frauennamen Agnes.
Die namentliche Bezeichnung geht auf eine ursprünglich inoffizielle Bezeichnung auf Blatt 41C3/S1 der Topophotomap-Kartenserie der NASA zurück, die von der IAU 1979 übernommen wurde.

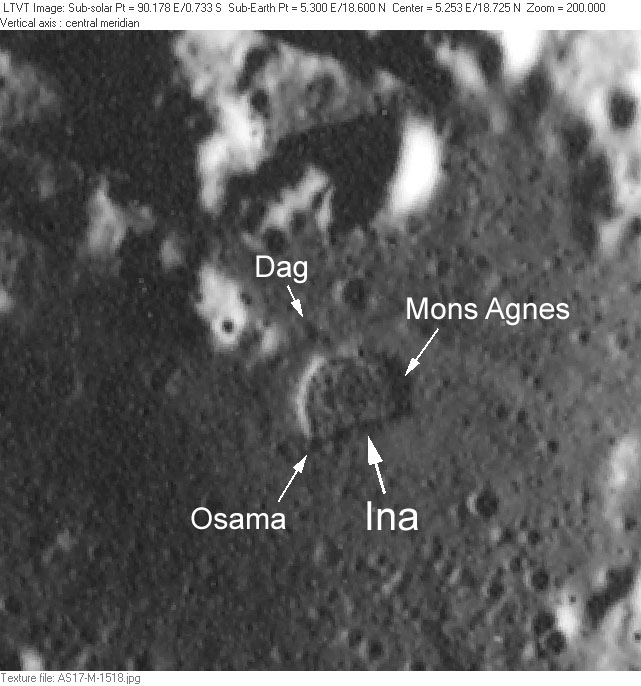
Mons Agnes und die Kleinkrater Ina, Dag und Osama (Apollo 17-Aufnahme)